# Bargo (Gorakhpur)
Bargo es una ciudad censal situada en el distrito de Gorakhpur en el estado de Uttar Pradesh (India). Su población es de 7139 habitantes (2011). 

## Demografía
Según el censo de 2011 la población de Bargo era de 7139 habitantes, de los cuales 3718 eran hombres y 3421 eran mujeres. Bargo tiene una tasa media de alfabetización del 79,81%, superior a la media estatal del 67,68%: la alfabetización masculina es del 87,46%, y la alfabetización femenina del 71,63%.